# Battaglia di Kampot
La battaglia di Kampot fu un'importante battaglia avvenuta durante la Guerra del Vietnam, e parte della Guerra civile in Cambogia. Dal 26 febbraio al 2 aprile 1974, il governo cambogiano si scontrò con le truppe dei khmer rossi per il controllo della città di Kampot.

## La battaglia
I khmer rossi cominciarono il loro attacco a nord di Kampot dal 26 febbraio 1974 colpendola con razzi da 107mm e con mortai da 120mm.
Durante la prima settimana di combattimenti, elementi della 12ª e della 68ª brigata dell'Esercito nazionale Khmer abbandonarono le loro posizioni, mentre il 210º e il 68º battaglione furono neutralizzati dopo che 300 dei loro uomini disertarono durante il primo giorno dell'attacco nemico. Le diserzioni permisero ai khmer rossi di catturare l'impianto idrico della città, con il risultato che metà degli abitanti della città lasciarono le loro abitazioni per la mancanza di scorte d'acqua.
Con il supporto della marina, dell'aeronautica e dell'artiglieria, la 12ª e la 20ª brigata dell'Esercito cambogiano contrattaccarono da nord-est. Più che avanzare, le unità regolari cambogiane furono costrette ad assumere una posizione difensiva mentre le postazioni dei khmer rossi si rafforzavano. Tra il 2 marzo e il 10 marzo Kampot fu rinforzata dall'arrivo di due batterie d'artiglieria da 105mm e da due battaglioni. Al 3 aprile le postazioni difensive governative di fronte all'aeroporto di Kampot furono abbandonate dopo essere state isolate completamente dai khmer rossi.

## Risultato
Nonostante la strenua resistenza dell'esercito governativo cambogiano, i khmer rossi riuscirono a conquistare Kampot il 2 aprile 1974. Entrambi gli schieramenti ebbero pesanti perdite durante i combattimenti ma anche molti civili rimasero senza case. Dopo la caduta di Kampot, i khmer rossi lanciarono un'altra offensiva per catturare la città di Oudong.